# Antioco (ammiraglio)
Antioco (in greco antico: Ἀντίοχος?, Antìochos; Atene, metà del V secolo a.C. – Nozio, 407 a.C.) è stato un ammiraglio ateniese.

## Biografia
Plutarco parla per la prima volta della sua amicizia con Alcibiade quando a questi, in una delle sue prime apparizioni all'assemblea popolare, sfuggì da sotto il mantello una quaglia addomesticata, che fu poi catturata e restituita da Antioco.
Nel 407 a.C., mentre la flotta ateniese sorvegliava lo spartano Lisandro colla sua flotta, il suo comandante Alcibiade partì, lasciando la guida al suo timoniere Antioco, al quale diede ordine di non attaccare Lisandro per nessun motivo. Antioco era un abile marinaio e amico personale di Alcibiade, ma anche arrogante e incosciente.
Antioco non diede ascolto alle istruzioni di Alcibiade e provocò uno scontro con Lisandro: in esso furono distrutte 15 navi ateniesi e Antioco stesso perse la vita. Questa sconfitta fu la causa principale della seconda e definitiva espulsione da Atene di Alcibiade.